# Нітроксолін
Нітроксолін  (5-НОК) — синтетичний антибіотик, що є похідним з групи 8-оксихіноліну для перорального застосування. У зв'язку із випадками важких побічних реакцій на препарат[джерело?] застосування нітроксоліну у більшості країн заборонено.

## Фармакологічні властивості
Нітроксолін — синтетичний антибіотик, що є похідним 8-оксихіноліну широкого спектра дії. Препарат має переважно бактеріостатичну дію, що полягає у порушенні синтезу ДНК у клітинах патогенних бактерій. До нітроксоліну чутливі такі збудники: стафілококи, Enterococcus spp., стрептококи, Escherichia coli, Enterobacter spp., сальмонели, клебсієли, нейсерії, шиґели, Proteus spp., Bacillus spp., туберкульозна паличка; а також грибки роду Candida та трихомонади. Контрольовані клінічні дослідження препарату по застосуванні у лікуванні захворювань сечовидільних шляхів не проводилися. Згідно з дослідженнями, які були проведені у США, нітроксолін має здатність інгібувати ангіогенез у злоякісних пухлин, що зупиняє ріст пухлини, особливо у пухлин сечового міхура та молочної залози.

### Фармакокінетика
Нітроксолін при пероральному прийомі швидко всмоктується з шлунково-кишкового тракту, біодоступність препарату не вивчена. Максимальна концентрація в крові нітроксоліну досягається протягом 15—30 хвилин. Високі концентрації препарат створює лише в нирках протягом 1—2 годин після прийому. Даних за проникнення препарату через гематоенцефалічний бар'єр немає. Даних за проникнення через плацентарний бар'єр та виділення в грудне молоко немає. Метаболізм препарату не досліджений. Виводиться нітроксолін з організму переважно нирками у вигляді метаболітів. Період напіввиведення препарату не досліджений.

## Показання до застосування
Нітроксолін застосовується при гострих та хронічних інфекціях сечовидільних шляхів, що викликані бактеріями та грибками, та для профілактики рецидивів інфекцій сечовивідних шляхів.

## Побічна дія
У зв'язку із відсутністю контрольованих клінічних досліджень, точна частота  побічних реакцій при застосуванні препарату невідома. Згідно інформації виробників препарату, при застосуванні нітроксоліну можливі наступні побічні ефекти:
- Алергічні реакції — нечасто висипання на шкірі, свербіж шкіри; дуже рідко алергічні реакції з розвитком тромбоцитопенії (згідно даних частини клінічних досліджень, частота алергічних реацій при застосуванні препарату може складати 5,1 % випадків застосування).[2]
- З боку травної системи — дуже рідко нудота, блювання, втрата апетиту, порушення функції печінки, зниження активності амінотрансфераз в крові.
- З боку серцево-судинної системи — рідко тахікардія.
- З боку нервової системи — рідко атаксія, головний біль, запаморочення, парестезії, полінейропатія, при тривалому прийомі описані поодинокі випадки невриту зорового нерва.

Викликає катаракту очей у щурів.

## Протипокази
Нітроксолін протипоказаний при підвищеній чутливості до препарату, при вагітності та годуванні грудьми, при важкій печінковій та нирковій недостатності, дефіциті глюкозо-6-фосфатдегідрогенази, катаракті, невритах та поліневритах, дітям до 2 років.

## Форми випуску
Нітроксолін випускається у вигляді таблеток по 0,05 г.

## Застосування у ветеринарії
Нітроксолін разом із дротаверином та екстрактами лікарських рослин входить до складу комбінованого препарату «Стоп цистит» для собак та котів для лікування урологічних захворювань у домашніх тварин.